# Danuta Bułkowska
Danuta Bułkowska (* 31. Januar 1959 in Olszanka als Danuta Milej) ist eine ehemalige polnische Leichtathletin, die sich auf den Hochsprung spezialisiert hat.

## Sportliche Laufbahn
Erste internationale Erfahrungen sammelte Danuta Bułkowska vermutlich im Jahr 1977, als sie bei den Junioreneuropameisterschaften in Donezk mit übersprungenen 1,81 m die Bronzemedaille im Hochsprung gewann. Im Jahr darauf schied sie bei den Europameisterschaften in Prag mit 1,75 m in der Qualifikationsrunde auf und 1980 verpasste sie bei den Olympischen Sommerspielen in Moskau mit 1,85 m den Finaleinzug. 1985 gewann sie bei den Halleneuropameisterschaften in Göteborg mit einer Höhe von 1,95 m die Bronzemedaille hinter der Westdeutschen Ulrike Nasse-Meyfarth und Maryse Éwanjé-Épée aus Frankreich. Im selben Jahr stellte sie mit 1,97 m einen neuen Landesrekord auf, der bis 2013 Bestand hatte. Im Jahr darauf gewann sie bei den Hallenweltspielen in Paris mit 1,90 m die Bronzemedaille hinter der Bulgarin Stefka Kostadinowa und Susanne Lorentzon aus Schweden. Kurz darauf gewann sie bei den Halleneuropameisterschaften in Piräus mit derselben Höhe erneut die Bronzemedaille, diesmal hinter Stefka Kostadinowa und der Ostdeutschen Susanne Beyer. Im September gewann sie bei der Sommer-Universiade in Kōbe mit 1,91 m die Bronzemedaille hinter der Kubanerin Silvia Costa und Ljudmila Awdejenko aus der Sowjetunion. 1986 belegte sie bei den Europameisterschaften in Stuttgart mit 1,90 m den siebten Platz und im Jahr darauf gelangte sie bei den Halleneuropameisterschaften in Liévin mit 1,88 m ebenfalls auf Rang sieben. Im Juli belegte sie bei den Studentenweltspielen in Zagreb mit 1,88 m den sechsten Platz. 1989 beendete sie ihre aktive sportliche Karriere im Alter von 30 Jahren.
In den Jahren 1977 und von 1982 bis 1989 wurde Bułkowska polnische Meisterin im Hochsprung im Freien sowie von 1983 bis 1987 auch in der Halle.